# Oremus et pro perfidis Judaeis
Oremus et pro perfidis Judaeis è una locuzione latina, presente dal VI secolo fino al XX secolo nella liturgia cattolica del Venerdì santo, con la quale i cristiani pregavano per la conversione dei giudei. La traduzione è controversa: potrebbe significare tanto Preghiamo anche per i perfidi giudei quanto Preghiamo anche per i giudei increduli, come discusso nel seguito.

## L'origine della preghiera
La preghiera è stata istituita formalmente nel VII secolo; è possibile che tale uso derivi dall'Omelia di Pasqua (Perì Pàscha) di Melitone di Sardi, oppure che si sia sviluppata come risposta benevola alla Birkat Ha Minim, la cosiddetta "dodicesima benedizione" ebraica dell'Amidah, che in una sua formulazione (probabilmente quella originale) costituiva una vera e propria maledizione espressamente rivolta contro i "nazareni" cioè i seguaci di Gesù: "periscano in un istante i nazareni e gli apostati", ad altre controverse preghiere ebraiche e più in generale alle Toledot Yesu, racconti ebraici su Gesù, satirici e blasfemi.

## L'uso liturgico tridentino
Dopo il Concilio di Trento, l'uso di tale locuzione venne mantenuto solo nella liturgia del Venerdì Santo, nella grande preghiera universale che segue la lettura del Vangelo della passione di Gesù. Il testo utilizzato nel Messale Romano è composto da un invito alla preghiera e dalla preghiera vera e propria:
Una possibile traduzione è la seguente:
Preghiamo anche per gli ebrei che non credono, affinché il Signore e Dio nostro tolga il velo dai loro cuori ed anch'essi (ri)conoscano il Signore nostro Gesù Cristo.
Dio onnipotente ed eterno, che non allontani dalla tua misericordia neppure la incredulità degli ebrei, esaudisci le nostre preghiere, che ti presentiamo per l'accecamento di quel popolo, affinché (ri)conosciuta la luce della tua verità, che è Cristo, siano liberati dalle loro tenebre.
I diversi messalini bilingui latino-italiano davano traduzioni differenti. Ad esempio in un messalino del 1921 a cura di Edmondo Battisti, la traduzione italiana recitava:
(Edmondo Battisti (a cura di), Messale romano latino-italiano con Note storico-liturgiche, Torino-Roma, Marietti, 1921)
Secondo il messale tridentino di papa Pio V la preghiera universale del Venerdì santo consisteva di nove orazioni: si pregava per la Chiesa, per il papa, il clero, i governanti, i catecumeni, gli eretici, gli ebrei, i pagani e tutti coloro che si trovano in pericolo o povertà. Mentre in tutte le altre preghiere l'orazione terminava con la genuflessione (flectamus genua) e con una preghiera, questa formula non era prevista nell'orazione per gli ebrei: "Non si risponde Amen, non si dice Oremus né Flectamus genua, né Levate" La motivazione tradizionale dell'omissione della genuflessione risiede nell'esigenza di evitare la ripetizione del gesto di scherno contro il "re dei Giudei", narrato in Matteo 27,29 e Marco 15,19. La genuflessione a questa orazione, che era stata soppressa nell'VIII secolo, fu reintrodotta con la riforma della Settimana Santa ordinata da papa Pio XII il 16 novembre 1955.
Secondo lo storico e sacerdote gesuita Giacomo Martina, la diffusa avversione verso gli ebrei trova una viva espressione e un nuovo stimolo nella preghiera Pro perfidis Judaeis. Anche se il significato esatto del termine perfidus era quello di "non credente", e la preghiera, inizialmente, non aveva intenzioni ingiuriose, l'opinione comune interpretò presto l'espressione nel senso peggiorativo, di cieca e spietata ostinazione nell'errore, tanto più che la preghiera era accompagnata dalla singolare eccezione riguardante la genuflessione: l'efficacia storica di un decreto o di un documento più volte può trascendere le intenzioni dell'autore, e corrisponde all'impressione generale che esso produce nell'opinione pubblica.

## La controversia sullaJudaica perfidia
La parola perfidus/perfidia ha nel latino classico un doppio significato e una doppia etimologia. Da un lato indica una persona molto malvagia (per=molto, foedus=malvagio), come tuttora in italiano. Dall'altro, però, ha anche il significato di infido, traditore. Foedus, infatti, significa anche patto, alleanza e perfidus può indicare etimologicamente chi non rispetta i patti. Nel latino ecclesiastico, quindi, la perfidia sembrò essere parola particolarmente precisa per indicare l'incredulità degli ebrei, che secondo i cristiani non avrebbero riconosciuto in Cristo la realizzazione di oltre 300 profezie presenti nella Bibbia ebraica, ma di cui gli ebrei davano (e danno) un'interpretazione ben diversa. Anche nel latino medievale, tuttavia, la perfidia non ha mai perso un significato offensivo.
Questa pluralità di significati pone molti problemi quando ci si voglia interrogare sul significato che la parola perfidus/perfidia aveva nel VII secolo, quando la preghiera fu introdotta, nel XVI secolo, quando fu conservata nella liturgia tridentina. Anche il secondo significato, che implicava al più un'accusa agli ebrei di non aver tenuto fede all'alleanza di Mosè, era pienamente compatibile con il contesto liturgico in cui la preghiera era inserita.
A chiarire il significato dell'espressione latina, la Sacra Congregazione dei Riti intervenne il 10 giugno 1948 in risposta ad un'interrogazione che chiedeva se le parole perfidus/perfidia si potessero interpretare come infedele/infedeltà. La risposta fu positiva e i messalini per i fedeli, che recavano a fronte la traduzione in lingua volgare, tradussero secondo l'interpretazione della Sacra Congregazione dei Riti.
Autori e teologi cattolici hanno quindi sottolineato che la parola perfidus/perfidia non è direttamente traducibile con l'italiano perfido/perfidia, in quanto perderebbe una parte essenziale del significato originario: l'idea di una mancata accoglienza della fede, o più precisamente, restando sul significato originario latino, di non avere accolto il completamento del Patto di Abramo manifestatosi con l'incarnazione e la morte del Cristo e quindi avere rotto "quel" patto (foedus). Alla luce di questa argomentazione una traduzione meno scorretta sarebbe "increduli/incredulità", interpretando perfidus come sinonimo di infidelis. Questa traduzione, però, può essere considerata riduttiva, perché elimina una parte del significato originario, quella secondo cui l'incredulità stessa è una delle colpe per le quali appare buono ai cristiani che si continui a pregare.
Poiché, come si è detto in precedenza, il vocabolo era ambiguo e la pluralità di significati dell'aggettivo perfidus secondo la sua etimologia è andato perduto nella parola italiana 'perfido', la Chiesa ha introdotto la modifica liturgica di cui sopra.

## GliAmici Israel
La revisione della preghiera per gli ebrei entrò nell'agenda della Chiesa cattolica nel primo dopoguerra. Nel febbraio 1926 era nata a Roma l'associazione degli Amici Israel per promuovere un atteggiamento favorevole agli ebrei e a Israele. Già dal primo anno di vita vi aderirono diciotto cardinali, duecento arcivescovi e circa duemila sacerdoti. La sua prima richiesta fu di abolire la parola perfidis nel quadro di una riformulazione della preghiera del Venerdì Santo.

All'inizio del 1928, su iniziativa di un'ebrea convertita, Sophie Franziska van Leer, un gruppo di sacerdoti membri dell'associazione Amici Israel fu ricevuto da papa Pio XI chiedendo, in una lettera, la riforma della preghiera del Venerdì santo per gli ebrei. Il pontefice consegnò la lettera alla competente Congregazione dei Riti. Del caso fu incaricato Ildefonso Schuster, abate del monastero benedettino di San Paolo fuori le mura a Roma, ed esperto nel campo della storia della liturgia, avendo già pubblicato scritti sull'argomento, e che, dal 1914, era anche consultore della commissione liturgica della Congregazione dei Riti. In un promemoria consegnato il 20 gennaio 1928 al segretario della Congregazione dei Riti, Schuster aveva definito la preghiera per gli ebrei un'usanza «superstiziosa». Secondo i membri dell'associazione Amici Israel: 
Consegnati gli atti al Sant'Uffizio, la Congregazione dei Riti ottenne una valutazione negativa da parte del padre domenicano Marco Sales, persona di fiducia del pontefice. In particolare per Sales «comunemente vien detto perfido colui che viola la parola data a un patto conchiuso. Ora è precisamente questo che Dio nella scrittura rinfaccia ai Giudei». Inoltre gli ebrei si sarebbero accollati la responsabilità per la crocifissione di Cristo con l'affermazione: "Il suo sangue ricada su di noi e sopra i nostri figli" (Matteo 27,25); Sales dunque concluse: «Nihil esse innovandum» (nulla deve essere cambiato). Il cardinale Merry del Val, segretario del Sant'Uffizio, aprì un procedimento di messa all'Indice dell'opuscolo Pax super Israel, ove era illustrato nel dettaglio il programma politico e teologico degli Amici Israel. Nel severo "votum" emesso dal cardinale del Val, l'affermazione riguardante uno stretto legame spirituale tra ebrei e cattolici consisteva in un «principio temerario» e «un monito irriverente alla Santa Chiesa», e la liturgia era da secoli «ispirata e consacrata» ed esprimeva «l'esecrazione per la ribellione e il tradimento del popolo eletto, fedifrago e deicida». Inoltre i principi e i progetti dell'associazione Amici Israel erano considerati totalmente degni di biasimo e ignobili.
Respinta qualsiasi ipotesi di riforma della liturgia, i cardinali del Sant'Uffizio emanarono una disposizione riguardante lo scioglimento dell'associazione Amici Israel; inoltre dovevano essere ritirati e mandati al macero tutti gli esemplari dell'opuscolo Pax super Israel, infine i responsabili della richiesta, ovvero l'abate Benedetto Gariador, il procuratore generale dei canonici di Santa Croce Antonio van Asseldonk, padre Laetus Himmelreich, e l'abate Ildefonso Schuster dovevano presentarsi di fronte al Sant'Uffizio, dove sarebbero stati severamente ammoniti. Pio XI approvò la proposta dei cardinali, sollecitando la comunicazione della decisione alla Congregazione dei Riti: «il S. Padre, dopo adeguata riflessione, vista la piega gravemente erronea e pericolosa adottata dal Comitato» era convenuto «nella decisione di sciogliere il Comitato stesso». Inoltre il pontefice ordinò di sottoporre a un esame critico l'opera in nove volumi di Schuster sul Messale Romano "Liber Sacramentorum".

## L'abolizione
Le parole "perfidis" e "perfidiam" furono abolite solo tre decenni dopo per iniziativa di papa Giovanni XXIII, che nel 1959 le fece eliminare durante la celebrazione presieduta da lui stesso. Poco dopo scomparvero definitivamente con la riforma dell'intero messale nel 1962 (che rimane l'ultima versione ufficiale della Messa tridentina).
Il testo dell'orazione divenne pertanto il seguente:
Omnipotens sempiterne Deus, qui Iudaeos etiam a tua misericordia non repellis: exaudi preces nostras, quas pro illius populi obcaecatione deferimus; ut, agnita veritatis tuae luce, quae Christus est, a suis tenebris eruantur.»
Il Concilio Vaticano II con la dichiarazione Nostra Aetate, mise in evidenza i doni speciali ricevuti dal popolo di Israele, in particolare l'elezione divina, escluse la responsabilità collettiva degli ebrei per la morte di Gesù e condannò ogni forma di antisemitismo. La consapevolezza di avere un patrimonio comune a entrambe le religioni ha messo in secondo piano quelle differenze nella conoscenza della verità cristiana.
Nel 1970, quando papa Paolo VI introdusse la nuova liturgia la preghiera fu modificata nel modo seguente:
La traduzione italiana della Conferenza episcopale italiana è la seguente:

## Effetti della modifica liturgica sui rapporti fra cristiani ed ebrei
La cancellazione dalla liturgia cristiana di queste parole ha svolto un ruolo importante nel favorire il riavvicinamento fra ebrei e cristiani, verificatosi a seguito del Concilio Vaticano II soprattutto durante il pontificato di Giovanni Paolo II. La preghiera costituiva un ostacolo non solo per il significato ostile che in italiano ha assunto la parola latina "perfidi", ma soprattutto perché sembrava indicare che l'unico possibile rapporto fra ebrei e cristiani consistesse nella conversione dei primi alla religione cristiana. Questo riavvicinamento ha quindi necessariamente implicato un crescente (anche se parziale) riconoscimento reciproco della legittimità dell'esistenza di entrambe le religioni nel piano di Dio.
L'ebraismo di derivazione rabbinico-farisaica si è evoluto, dal II secolo dopo Cristo in avanti, ossia dall'epoca della seconda e ultima grande rivolta antiromana dei giudei, come religione essenzialmente "etnica", priva di mire proselitistiche (che pure, nell'antico ebraismo non mancavano). L'ebraismo moderno non ambisce, quindi, alla conversione dei cristiani. Quanto alla visione che del cristianesimo ha l'ebraismo moderno, in rapporto a sé stesso, essa è molto variegata e può assumere tratti di indifferenza, di ostilità o di apprezzamento positivo per l'opera di avvicinamento dei "pagani" alla fede nell'unico Dio. Il minimo comune denominatore delle diverse posizioni espresse dall'ebraismo intorno al cristianesimo è, tuttavia, costituito dal rifiuto della missione universale, che Gesù Cristo avrebbe affidato ai cristiani. Infatti, anche a proposito della nuova formulazione della preghiera (2008, vedi sotto), alcuni esponenti ebraici hanno sollevato polemiche, dichiarando il loro esplicito rifiuto della messianicità di Gesù Cristo.
Invece, proprio ed anche in ragione della missione universale ricevuta, la visione cristiana, e quella cattolica in particolare, dei rapporti con l'ebraismo non può essere né di indifferenza, né di mera coesistenza come se entrambe le fedi fossero equivalenti ai fini della "Salvezza". Per la Chiesa, che ritiene sé stessa legittimo successore spirituale dell'ebraismo antico e più autentico interprete delle Scritture, il ruolo dell'ebraismo moderno in rapporto al cristianesimo si evince, anzitutto, da due documenti conciliari "Lumen Gentium" e "Nostra Aetate". Il primo definisce il "Popolo di Dio", ricordando che esso è esclusivamente composto dai battezzati, ossia da chi appartiene alla Chiesa, in accordo con la dottrina tradizionale. Il secondo, ricordando che è la Chiesa il "Popolo di Dio", condanna, tuttavia, la superstizione che ritiene tutti gli ebrei responsabili della condanna a morte di Gesù. Questo atteggiamento è stato successivamente approfondito da Giovanni Paolo II. È rimasta famosa la frase pronunciata dal Pontefice nel corso della visita al Tempio Maggiore ebraico a Roma nel 1986 rivolgendosi agli ebrei presenti: “Siete i nostri fratelli prediletti e, in certo modo, si potrebbe dire i nostri fratelli maggiori”.
Poco dopo Giovanni Paolo II nel celebre discorso del 26 novembre 1986 ai Rappresentanti della comunità ebraica di Sydney, pur sottolineando le differenze fra cattolici ed ebrei nel credo e nella pratica religiosa, soprattutto per quanto riguarda la figura e l'opera di Gesù di Nazaret, affermò: «Per il popolo ebraico i cattolici non solo dovrebbero avere rispetto, ma anche grande amore fraterno; poiché sia le Scritture ebraiche che quelle cristiane, insegnano che gli ebrei sono amati da Dio che li ha designati con un mandato irrevocabile». Questa frase sembrò indicare l'adesione personale del pontefice a una corrente teologica non universalmente accettata, secondo la quale l'assenza di una colpa collettiva implica, che, pur nella vigenza della Nuova Alleanza (2 Corinzi 3,6) sancita con la Redenzione di Cristo, anche la prima alleanza fra Dio e il popolo ebraico sia ancora in vigore Essi, quindi, non possono e non devono essere considerati infedeli (perfidi).

## La nuova modifica del messale tridentino (2008)
La riforma liturgica comportò l'abbandono del Messale tridentino, che tuttavia poté ancora essere utilizzato in circostanze particolari (ad esempio il caso di sacerdoti anziani, che celebravano in assenza di fedeli) o grazie ad un'opportuna autorizzazione (indulto). L'orazione pro judaeis contenuta nel Messale del 1962 fu recitata tanto raramente, da non essere più considerata un impedimento al dialogo fra cattolici ed ebrei.
Nel 2007 papa Benedetto XVI con il motu proprio Summorum Pontificum ha esteso le possibilità di celebrazione della Messa tridentina, come forma "extra-ordinaria" del rito romano. Tale circostanza ha riacceso il dibattito attorno all'antica preghiera, anche se il testo da utilizzare per la liturgia del Venerdì Santo sarebbe stato quello modificato da Giovanni XXIII e quindi senza le parole "perfidia" e "perfidi". Contestati erano comunque i riferimenti all'accecamento del popolo ebraico e alla necessità che lo stesso fosse strappato dall'oscurità. Ciò ha suscitato critiche da settori sia ebraici sia cattolici e, dunque, con l'approssimarsi della Pasqua, il 4 febbraio 2008 lo stesso Pontefice ha deciso di togliere dalla preghiera del Venerdì Santo anche il riferimento alle tenebre, che poteva essere interpretato come un'accusa rivolta agli ebrei. Il nuovo testo recita così:
Omnipotens sempiterne Deus, qui vis ut omnes homines salvi fiant et ad agnitionem veritatis veniant, concede propitius, ut plenitudine gentium in Ecclesiam Tuam intrante omnis Israel salvus fiat. Per Christum Dominum nostrum. Amen.»
Una traduzione (necessariamente non ufficiale) della preghiera suona così:
Preghiamo per gli Ebrei. Il Signore Dio nostro illumini i loro cuori perché riconoscano che Gesù Cristo è il salvatore di tutti gli uomini.
Dio onnipotente ed eterno, tu che vuoi che tutti gli uomini si salvino e giungano alla conoscenza della verità, concedi propizio che, entrando la pienezza dei popoli nella tua Chiesa, tutto Israele sia salvo.
La prima frase esprime la speranza che gli ebrei riconoscano il ruolo messianico di Gesù, senza tuttavia menzionare la questione della sua divinità (questione di peso consistente fra quelle che dividono ebrei e cristiani). Le ultime parole del testo liturgico sono tratte dalla Lettera ai Romani dell'apostolo Paolo (Romani 11, 25), in cui si preannuncia che una parte di Israele non accetterà Cristo sino a quando non si saranno convertiti tutti gli altri popoli.

## Polemiche successive
Questa modifica alla liturgia della messa tridentina è stata vivacemente deprecata da alcuni cattolici tradizionalisti, che hanno accusato la Santa Sede di aver modificato la liturgia solo per venire incontro a una richiesta scritta che sarebbe stata presentata dai due massimi rabbini d'Israele.
Molti cattolici, invece, hanno criticato la nuova formulazione in quanto hanno ritenuto che rispetto al rito ordinario rappresenti un passo indietro nel dialogo con l'ebraismo. Essi si domandano perché – valutata non adatta la versione del vecchio testo del 1962 – non si sia ripresa la versione latina di papa Paolo VI del 1970. Questa versione, però, era già stata rigettata dai "lefebvriani" sin da allora, come priva di adeguati riferimenti scritturistici.
Il nuovo testo, in effetti, è risultato meno gradito agli ebrei di quello del rito ordinario in lingua volgare, in quanto auspica in modo molto più esplicito che gli ebrei riconoscano la messianicità di Gesù Cristo. La questione, quindi, è attualmente un ostacolo al dialogo interreligioso, come ha ammesso anche il cardinale Walter Kasper, presidente del Pontificio consiglio per la promozione dell'unità dei cristiani in un articolo sulla FAZ. Egli, però, smentisce che la nuova formulazione indichi un ritorno della Chiesa alle posizioni antecedenti la dichiarazione conciliare Nostra aetate sui rapporti con le religioni non cristiane, come temuto dagli ebrei.
Monsignor Gianfranco Ravasi ha spiegato la posizione cattolica: «Come scriveva Julien Green, "è sempre legittimo augurare all'altro ciò che è per te un bene o una gioia: se pensi di offrire un vero dono, non frenare la tua mano". Certo, questo deve avvenire sempre nel rispetto della libertà e dei diversi percorsi che l'altro segue; tuttavia rimane segno di affetto augurare e pregare perché il fratello possa avere quello che tu consideri come un bene, una sorgente di vita e di luce».
Nel gennaio del 2009 l'associazione dei Rabbini Italiani ha ritenuto opportuno creare una pausa di riflessione nel dialogo fra ebrei e cattolici, rifiutandosi di promuovere la giornata che tradizionalmente si tiene il 17 gennaio.